# Dobrowlany (przystanek kolejowy)
Dobrowlany (ukr. Добрівляни, ros. Добровляны) – przystanek kolejowy w miejscowości Dobrowlany, w rejonie drohobyckim, w obwodzie lwowskim, na Ukrainie.
Stacja kolejowa Dobrowlany powstała w czasach Austro-Węgier na linii Kolei Dniestrzańskiej (później części Galicyjskiej Kolei Transwersalnej), pomiędzy stacjami Dublany a Drohobycz. Przed II wojną światową była to jeszcze stacja. W późniejszym okresie została zdegradowana do roli przystanku.